# Gaan met die banaan
Gaan met die banaan was een op Nederland gericht televisieprogramma op de voormalige zender RTL-Véronique.
Het programma, dat werd uitgezonden vanaf het najaar van 1989, was een verborgencameraprogramma en werd gepresenteerd door Patty Brard. Hierin werden bekende en onbekende Nederlanders in de maling genomen. Ook waren er Amerikaanse verborgencamerafilmpjes te zien. Het programma vertoonde grote gelijkenis met het programma Bananasplit van Ralph Inbar.
Begin 1991, kort voor de opheffing van de zender RTL-Véronique, verdween het programma.